# لغة الجسد

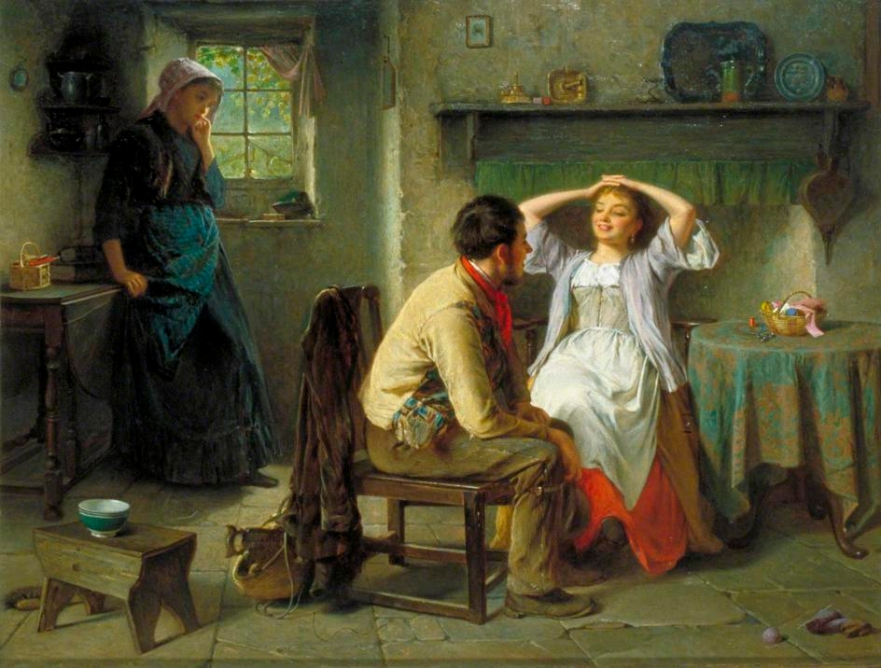
دراسة لغة الجسد: لوحة هاينز كينج الغيرة والغزل (1874)

لغة البَدَن أو لغة الجسد تلك الحركات التي يقوم بها بعض الأفراد مستخدمين أيديهم أو تعبيرات الوجه أو أقدامهم أو نبرات صوتهم أو هز الكتف أو الرأس، ليفهم المخاطَب بشكل أفضل المعلومة التي يريد أن تصل إليه وهناك بعض الأشخاص الحذريين والأكثر حرصًا وأولئك الذين يستطيعون تثبيت ملامح الوجه وأولئك الذين لا يريدون الإفصاح عما بداخلهم فهم المتحفظون ولكن يمكن أيضًا معرفة انطباعاتهم من خلال وسائل أخرى.
وفي دراسة قام بها أحد علماء النفس اكتشف أن 7% فقط من الاتصال يكون بالكلمات و 38% بنبرة الصوت و 55% بلغة الجسد، ولو اختلفت الكلمات ولغة الجسد فإن الفرد يميل إلى تصديق لغة الجسد 
على الرغم من استخدام لغة الجسد على مدى ملايين السنين من تاريخ النشء الإنساني إلا أن مظاهر الاتصال غير الشفهي لم تدرس عمليًا على أي مقياس إلا منذ الستينيات من القرن الماضي، خصوصًا عندما نشر دجوليوس فاست كتابه عن لغة الجسد عام 1970.
تقنيًا يعد كتاب «التعبير عن العواطف لدى الإنسان 1872» من أكثر الكتب تأثيرًا في هذا المجال، وقد كتب على إثره الكثير من الدراسات الحديثة لتعبيرات الوجه ولغة الجسد، كما تم تأييد وإثبات الكثير من أفكاره، ومنذ ذلك الحين سجلت البحوث حوالي مليون تلميح وإشارة غير شفهية، وتوصل البرت مهربيان في إحدى دراساته إلى أن مجموع أثر الرسالة يقسم إلى (7% كلمات فقط، 38% صوتي أي نبرة الصوت، 55% غير شفهي). وقام البروفسور برد هويسل ببعض التقديرات المماثلة وتوصل إلى أن الشخص العادي يتحدث بالكلمات ما يناهز عشر دقائق في اليوم الواحد وأن الجملة المتوسطة تستغرق حوالي الثانيتين والنصف. ويتفق معظم الباحثين على أن القناة الشفهية تستخدم أساسًا لنقل المعلومات، في حين أن القناة غير الشفهية تستخدم للتفاوض في المواقف ما بين الأشخاص، وفي بعض الحالات كبديل للرسائل الشفهية.

## استخداماتها
لغة الجسد يستخدمها جميع الناس بشكل إرادي أو لا إرادي فالمعلم يستخدم هذه الوسيلة في الفصل لتساعده في نقل معلوماته للتلاميذ وكذلك يستخدمها الطبيب للمريض أو المريض للطبيب. ويستخدمها أيضًا المهندس حينما يريد أن يعطي التعليمات للعمال. ويستخدمها الرئيس لمرؤوسيه أو صاحب العمل لموظفيه. وقد يفهمها أكثر ضعاف السمع أو ذوي الاحتياجات الخاصة.
عمومًا تعد النساء أكثر إدراكًا من الرجال ومقدرةً على قراءة لغة الجسد، فالنساء قدرة فطرية على التقاط الإشارات غير الشفهية وفك رموزها فضلًا عن تمتعهن بعين دقيقة ترصد التفاصيل الصغيرة، ولهذا فإن القليل من الرجال لديهم القدرة على الكذب على زوجاتهم، بينما تستطيع معظم النساء حجب الحقيقة عن الرجال دون أن يدركوا ذلك. ويرى العلماء أن هذه القدرة المميزة قد تكون نتاجًا للدور الاجتماعي للنساء الذي يشجعهن لكي يكن حساسات لانفعالات الآخرين ويعبرون عن مشاعرهم بشكل واضح، وقد يظهر هذا الحس النسوي بشكل جلي لدى الأمهات لكونهم يعتمدن على القنوات غير الشفاهية أثناء الاتصال بالأطفال. ويعتقد بأنه بسبب هذه القدرة المميزة تستطيع معظم النساء التفاوض (خاصة بالأمور المادية والاقتصادية) بشكل أفضل من الرجال.

## وسائلها
1. العين: تمنحك واحدًا من أكبر مفاتيح الشخصية التي تدرك بشكل حقيقي على ما يدور في عقل من أمامك، فإذا اتسع بؤبؤ العين وبدا للعيان فإن ذلك دليل على أنه سمع منك توًا شيئا أسعده، أما إذا ضاق بؤبؤ العين فالعكس هو ما حدث، وإذا ضاقت عيناه أكثر أو فركهما ربما يدل على أنك حدثته عن شيء لا يصدقه.

أو إذا حاول أن يتجنب النظر في عيون الناس ومن حوله فهذا يدل على أنه فاقد الثقة بنفسه ليس دائما فأحيانا تجنب النظر في أعين الناس يدل على الخجل أو انه يحاول الانسحاب في الحوار الجاري
1. الحواجب: إذا رفع المرء حاجبًا واحدًا فإن ذلك يدل على أنك قلت له شيئا إما أنه لا يصدقه أو يراه مستحيلًا، أما رفع كلا الحاجبين فإن ذلك يدل على المفاجأة.
2. الاذنان: فإذا حك أنفه أو مرر يديه على أذنيه ساحبًا إياهما بينما يقول لك أنه يفهم ما تريده فهذا يعني أنه متحير بخصوص ما تقوله ومن المحتمل أنه لا يعلم مطلقًا ما تريد منه أن يفعله أو أنه يشك بصحة ما تقوله.
3. جبين الشخص: فإذا قطب جبينه ونظر للأرض في عبوس فإن ذلك يعني أنه متحير أو مرتبك أو أنه لا يحب سماع ما قلته، أما إذا قطب جبينه ورفعه إلى أعلى فإن ذلك يدل على دهشته لما سمعه منك.
4. الأكتاف: عندما يهز الشخص كتفه فيعني أنه لا يدري أو لايعلم ما تتحدث عنه وقد يعني أيضا اللامبالاة.
5. الأصابع: نقر الشخص بأصابعه على ذراع المقعد أو على المكتب يشير إلى العصبية أو نفاذ الصبر.
6. الأنف: عندما يلمس البالغ أنفه وهو يتحدث فهو دليلاً على أنه يكذب في الحديث الذي يقوله.
7. الفم: حينما يكذب الطفل على والديه فهو يضرب يديه على فمه في إشارة إلى إخفاء الحقيقة عن والديه، وعندما يكذب المراهق فهو يلمس أو يحك فمه بخفه.
8. اتجاه الاقدام: وقد عرف بالملاحظة الدقيقة أن قدمي الشخص دائمًا ما تتجه إلى موضوع التفكير فمثلًا الطالب الذي يتعرض للتوبيخ أمام أقرانه من معلمه فعادة ما تشير قدميه إلى مكان جلوسه أو في الأحوال الأكثر سوءًا إلى خارج الصف. أو الضيف غير الراغب في الدخول فيشير بوقفته واتجاه قدميه لرغبته في الانصراف.
9. ومن الوسائل الهامة الأخرى توظيف جغرافية المكان، فالمدير المسيطر الواثق عادة ما يكون مكتبه في واجهة المدخل، والشخص الذي يقود سيارته متباطئ بابها انما يشيع الالفة في المكان. والطارق الذي يتكئ على الجدار غالبا ما يتهكم أو يزدري المكان. ثم هنالك النظرة من فوق النظارة التي تدل على الإستصغار وتقليل أهمية الآخر.

## أمثلة
- عندما يربط الشخص بذراعيه على صدره: فهذا قد يعني أن هذا الشخص يحاول عزل نفسه عن الآخرين أو يدل على أنه غير واثق من نفسه.
- عندما يفرك يديه ببعضهما فهذا يدل على الانتظار. وإذا وضع يديه على خده فذلك إشارة إلى التمعن والتأمل.
- إذا جلس الشخص وقدماه فوق بعضهما وهو يحركهما باستمرار فهذا يدل على أنه يشعر بالملل.
- إذا كنت تتحدث مع شخص ما وأردت أن تنهي معه فالتثائب يعطيه خير دليل على ذلك.
- حك المرء لرأسه أثناء الحديث يعني أنه يفكر في شيء ما أو يحاول أن يتذكره.
- عندما يقبض الشخص إحدى يديه بالأخرى خلف ظهره فهذه دلالة على عصبية مبطنة وخوف من الانفلات.
- عندما يخفى الشخص فمه براحته فهذا دليل قاطع باعتقاده انه يسمع أكاذيب.
- إذا جلس الشخص ضاماً قدميه وركبتيه فهذا دليل على التوتر.
- تجفيف العرق الوهمي أو التقاط النفس  مهم جداً، وهناك ما يمنعه أو يقاطعه.
- هز الأكتاف علامة اللامبالاة.
- الغمز بالعين علامة التودد.
- النقر بالأصابع علامة الملل.
- الضرب على الجباه بسبب النسيان.
- القبض على الذراعين لحمايتها.
- رفع الحاجب علامة على عدم التصديق.

## لغة الجسد في البلاد وسوء التفاهم
لغة الجسد تختلف من بلد إلى أخر لذلك يحدث أحياناً سوء تفاهم.

### فيكوريا
إذا  أراد الكوريون التعبير بلغة الجسد عن «لو سمحت تعالى إلى هنا» فهم يوجهون ظهر اليد إلى أعلى ويحركون اليد من الأمام إلى الخلف. في حين أن تلك الحركة في بعض البلاد تعني «لو سمحت اذهب إلى هناك» لذلك قد يسيء بعض الأجانب فهم الكوريين عندما يقومون بهذه الحركة، ويذهبون بدلاً من أن يأتوا.
وإذا وجه الكوريين ظهر اليد إلى أسفل بدلاً من الأعلى فهم يستخدمون هذه الحركة للنداء على الحيوانات.
وإن تحدثنا عن استخدامات الأصابع فرفع السبابة تعني «شيء واحد» أو «واحد»، ورفع الإبهام يعني «الأفضل»، وعند العد على أيديهم يبدء الكوريون العد بداية من الإبهام، وعند قطع الوعد يقومون بوعد الخنصر.
إذا قمت بعمل شكل دائرة مستخدماً السبابة والإبهام فهي تعني في معظم البلاد "أوكي"(حسناً) ولكن في كوريا تعني كذلك النقود.
لغة التقارب
عرفها إدوارد تي هول عام 1966 بأنها دراسة لقياس المسافة بين الأشخاص عندما يتفاعلون مع بعضهم البعض. وتعد المسافة بين الأشخاص في الوضع الاجتماعي غالباً ما تفصح عن معلومات حول طبيعة العلاقة بين الأشخاص المتفاعلين.
وقد تكشف أيضاً نوع الوضع الاجتماعي الحالي.